# Хафъз Аземи
Хафъз Юсуф Аземи (на албански: Hafëz Jusuf Azemi) е революционер, деец на Бали Комбътар в Западна Македония, по-късно албански емигрантски деец.

## Биография
Роден е в положкото село Доброще. По време на окупацията на района от Италия през Втората световна война се присъединява към доброщката част на Бали Комбътар. След като балистите са разбити от югославските партизани, Аземи се спасява и емигрира в Съединените американски щати. Включва се в редица емигрантски организации, борещи се правата на албанците в Югославия. Заедно с Абас Ермени Аземи основава Косовската лига (Lidhja Kosovare).
Умира на 12 март 2023 година.